# Артьом Кравец
Артьом Анатолийович Кравец (на украински: Артем Анатолійович Кравець; роден през 3 юни 1989 г. в Днепродзержинск) е украински футболист, нападател, който играе за Динамо Киев.

## Кариера
Започва професионалната си кариера в Динамо-3 Киев през 2006 г. После Артем Кравец стана редовен играч на Динамо Киев. През 2013 г. играе под наем за Арсенал Киев. Имал е изяви в младшите и младежки националните отбори на Украйна. От 2011 г. играе за Национален отбор по футбол на Украйна, който той вкара 4 гола.